# Horda Petita Kazakh
L'Horda Petita Kazakh o Horda Jove dels Kazakhs (Kishi Zhuz) fou una divisió administrativa de l'Horda dels Kazakhs i després una fracció dels kazakhs. Es va consolidar durant el regnat de Tiavka Khan i va esdevenir independent vers 1715/1718. Des de 1730 es va moure en l'òrbita de Rússia, però el primer kan Abu l-Khayr Khan, va ser el més poderós dels kans kazakhs i generalíssim de les tres hordes vers 1723-1729 i va conservar una independència real fins a la seva mort el 1748.
A partir del 1821 a una part de l'Horda i de vers el 1824 a la resta, es van organitzar tres seccions tribals que de fet foren simples districtes russos de base tribal governats per prínceps. Això va durar (amb l'excepció de la revolta de Kenesary Khan del 1841 al 1847 i els seus serrells) fins a la reforma del 1869 quan es van abolir les distincions de l'aristocràcia kazakh; llavors l'anomenada en conjunt Estepa d'Orenburg (antiga Horda Petita) fou dividida en dos districtes: Turgai i Uralsk, cadascun sota un comandant militar rus, un prefecte civil i un consell o aul d'ancians kazakhs de volost (aquest consell local dins del districte era elegit pels kazakhs). Això va causar molt de malestar entre els kazakhs que consideraven que el seu govern havia quedat abolit i van esclatar disturbis fomentats pel kan de Khivà i durant tot el 1869 l'estepa va estar agitada, les comunicacions postals bloquejades, les estacions destruïdes i els passatgers bloquejats, capturats i alguns fins i tot assassinats o venuts com esclaus. Finalment el 1870 els kazakhs es van haver de sotmetre i reconèixer l'administració russa i la seva lleialtat es va haver de transferir a les petites organitzacions locals del volost.

## Llista de kans
- Abu l-Khayr Khan 1718 - 1748
- Nurali Khan (al nord) 1748 - 1786 (+1790)
- Batyr Khan o Batir Khan (al sud) 1748 - 1785
- Yesim Khan I o Ishim Khan I 1790 - 1791 (fill de Nurali, no reconegut per Rússia)
- Erali Khan o Yerali Khan 1791 - 1794
- Yeshim Khan II o Ishim Khan II 1796 - 1797
- Aichuvak Khan o Aishuak Khan 1797 - 1805
- Jantiura Khan o Zhantore Khan (al nord) 1805 - 1809
- Karatai Khan (al sud) 1806 - 1816 (no reconegut per Rússia, kan únic de fet 1809-1812
- Shirgazy Khan o Sergazy Khan 1812 - 1824
- Aryngazy I (al sud) 1816 - 1821 (no reconegut per Rússia)
- Divisió en tres seccions tribals, de fet districtes russos des de 1821/1824
- Kenesary Khan 1841 - 1847 kan rebel (també a l'Horda Mitjana)